# 杨德裔
楊德裔（?—?），弘农郡华阴县人，唐朝官员，杨炯伯父。
楊德裔祖父是隋朝常州刺史，华山公杨初，杨德裔历任棣、曹、桓、常四州刺史。任越州都督府長史時「在會稽引陂水溉田數千頃，人獲其利」。官至司宪大夫。龍朔二年（662年）弹劾薛仁贵杀降，又掠夺女子，“不抚士卒，不计资粮，遂使骸骨蔽野，棄甲資寇”。是年冬十月，許圉師之子許自然因獵射殺人，圉師隱而不奏，德裔亦不予受理。次年三月，被貶虔州（今江西贛州）刺史。楊德裔亦因徇私被流放庭州。